# Друкарня Товариства «Типографія С.П. Яковлева» (Харків)
Друкарня Товариства «Типографія С. П. Яковлева» (культурно-громадський центр DRUK) — пам'ятка архітектури, колишня друкарня та громадський простір у Залопанському районі Харкова, за адресою Гончарівський бульвар 10/2. Будівля зведена у 1898—1900 роках за проєктом невідомого архітектора у цегляному стилі. Закинута з 2010 року, у 2021 році розпочалася ревіталізація споруди.

## Історія
У 1868 році Сергій Павлович Яковлев заснував у Москві невелику типографію. До 1882 року типографія виросла та мала 10 друкарень у різних містах Російської Імперії, серед них в Києві на вулиці Золотоворітській, 11 та Катеринославі (Дніпро) на вулиці Лазаря Глоби, 7. У 1882 році було найвище затверджене «Товариство "Друкарня С. П. Яковлєва"».
У січні 1872 року одне з відділень друкарні відкрилося у Харкові. Воно призначалося для виконання замовлень нововідкритої Курсько-Харківсько-Азовської залізниці, бо найближчих друкарень не було, а доставляти продукцію з Москви було незручно. Первісно друкарня розмістилася у будинку на розі вулиць Ярославської та Чоботарської. Наприкінці ХІХ століття харківська типографія зросла, працювало 15 ротаційних друкарських машин, а також ліновальні й додаткові машини. Деякий час друкарня також працювала у будинках на вулиці Катеринославській (нині вулиця Полтавський шлях), а також у будинку Кузнецова на Павлівському майдані.
Наприкінці 1890-х років харківське відділення типографії вирішило звести нову власну будівлю для друкарні. У 1898 році розпочалося будівництво двоповерхової будівлі на цокольному поверсі за проєктом невідомого архітектора. Воно завершилося у жовтні 1900. Споруда виконана у цегляному стилі, має широкі лучкові вікна, при вході збереглися двері та кований навіс.
У 1920-х роках будівля націоналізована радянською владою, а друкарня «Товариства „Друкарня С. П. Яковлєва“» закрита. Під час модернізації у 1924—1934 роках було надбудовано третій поверх, що стилістично повторює оригінальні. У радянські роки тут працювала 4 друкарня міністерства шляхів сполучення. У другій половині XX століття з двору були зроблені прибудови, що руйнують загальний вигляд історичного дворового фасаду.
З 1980 року будівля отримала охоронний статус пам'ятки архітектури та містобудування місцевого значення (сучасний № 7208-Ха).
З 2000 по 2010 рік в будівлі працювала фірма «Харківська Друкарня № 2». Після 2010 приміщення здавалися в оренду, а будівля знаходилася у занедбаному стані.
У 2021 році будівлю купує забудовник Alter Development для подальшої ревіталізації як артпростір. У будівлі було проведено початкові ремонтні роботи та у 2022 році проведено першу подію. У травні 2023 року розпочала роботу галерея «Творче Нежить». 19 грудня 2024 року відбулося відкриття «Мистецького укриття». У майбутньому планується повна реставрація будівлі.
Пам'ятка була пошкоджена внаслідок російської масованої атаки БПЛА Шахед в ніч на 1 березня 2025 року, коли безпілотник вдарив у приватний будинок неподалік. В результаті удару пошкоджено частину оригінальних дерев'яних вікон. Новобаварська окружна прокуратура міста Харкова розпочала досудове розслідування за фактом порушення законів та звичаїв війни.

## Галерея

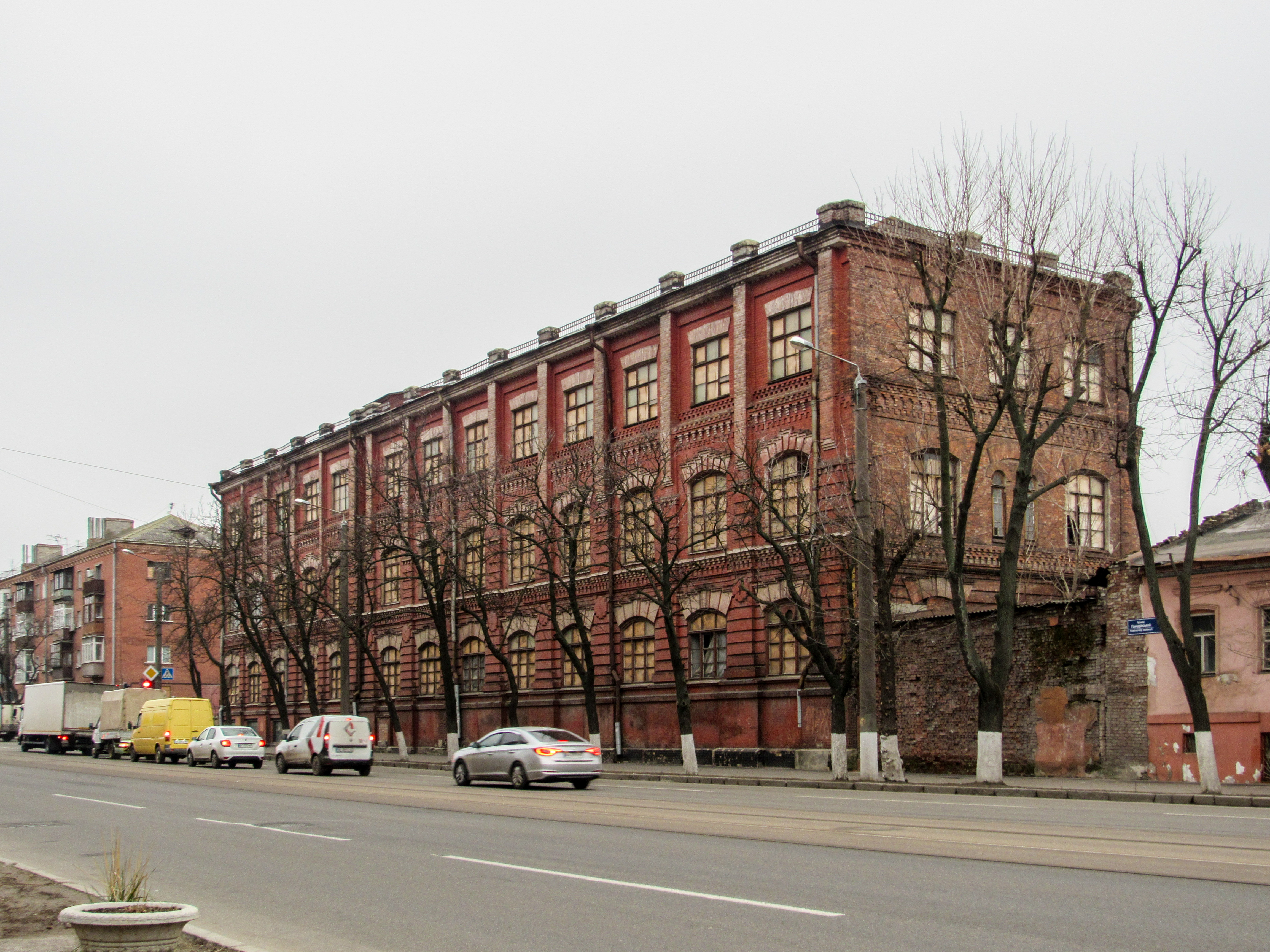
Вигляд зі сторони бульвару
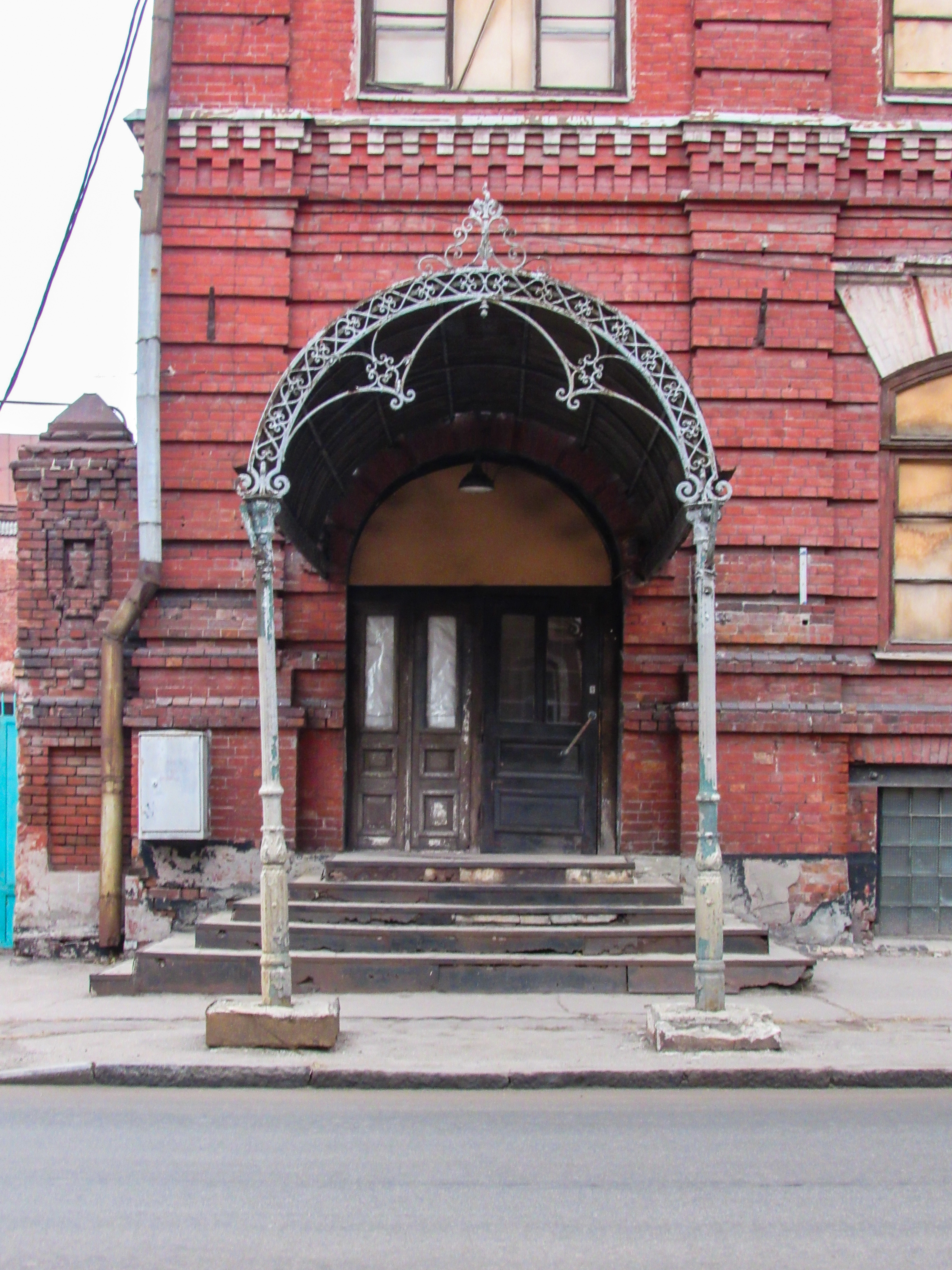
Кований навіс
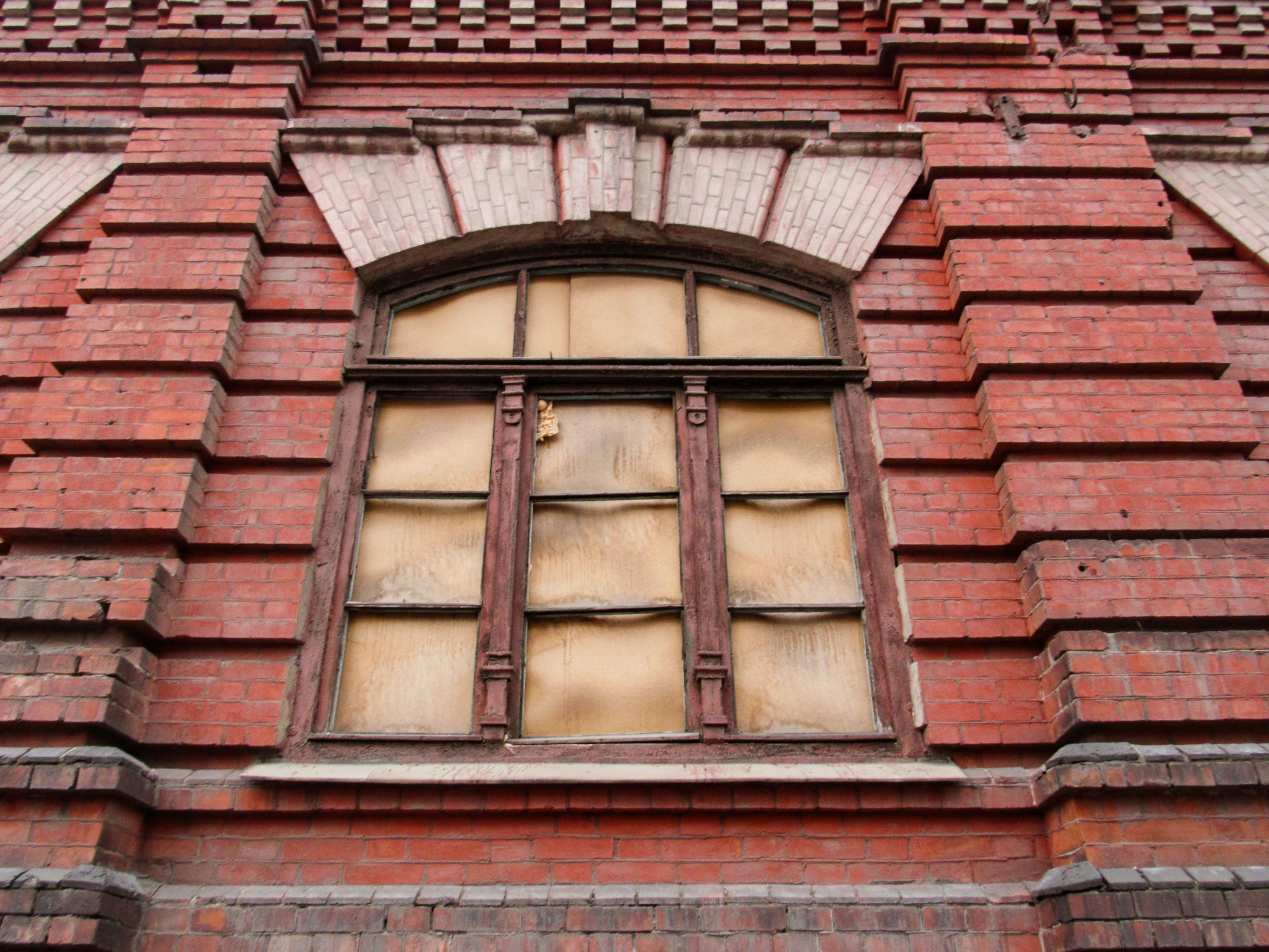
Оригінальне дерев'яне вікно
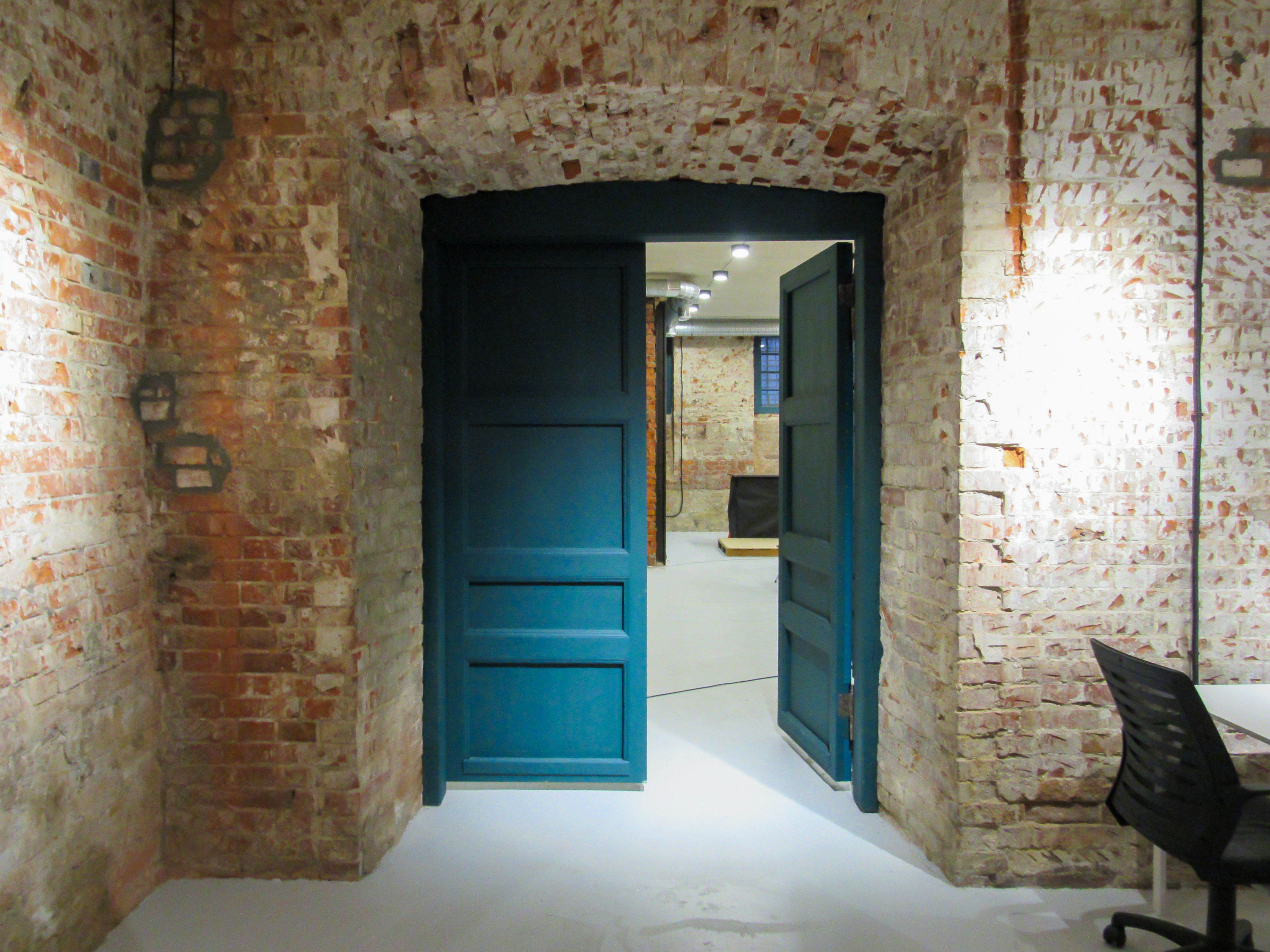
Оригінальні двері у підвальному просторі будівлі
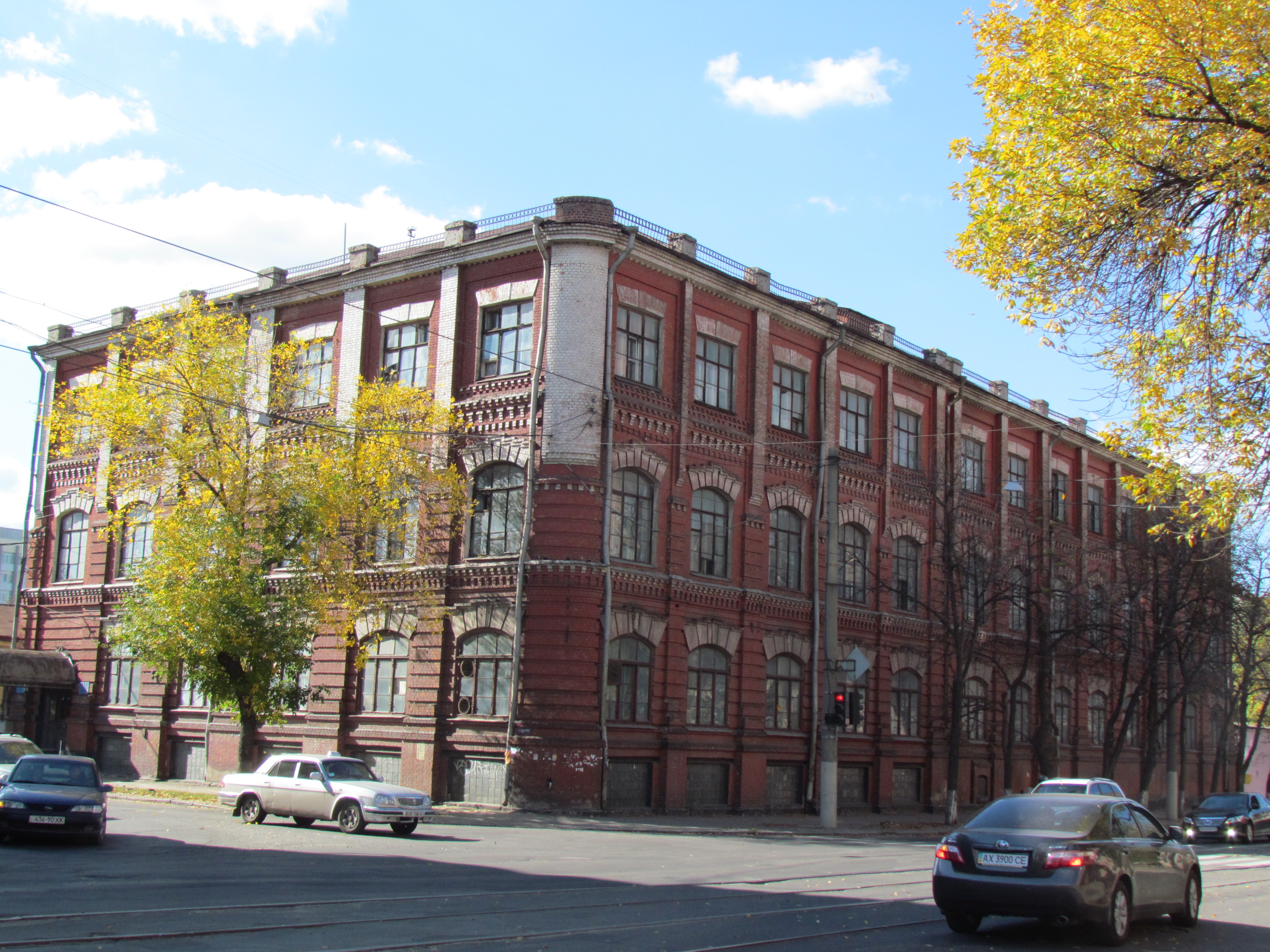
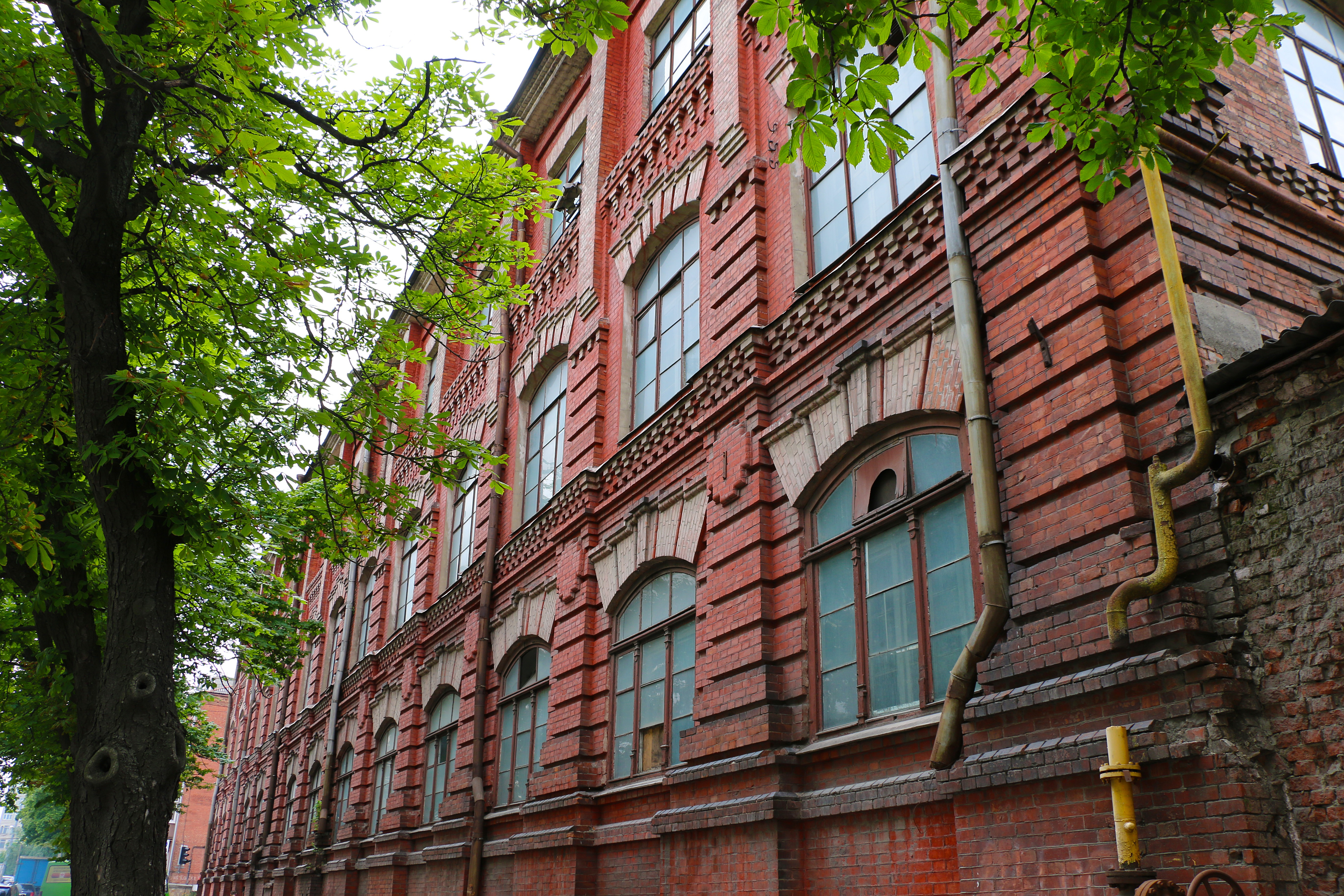
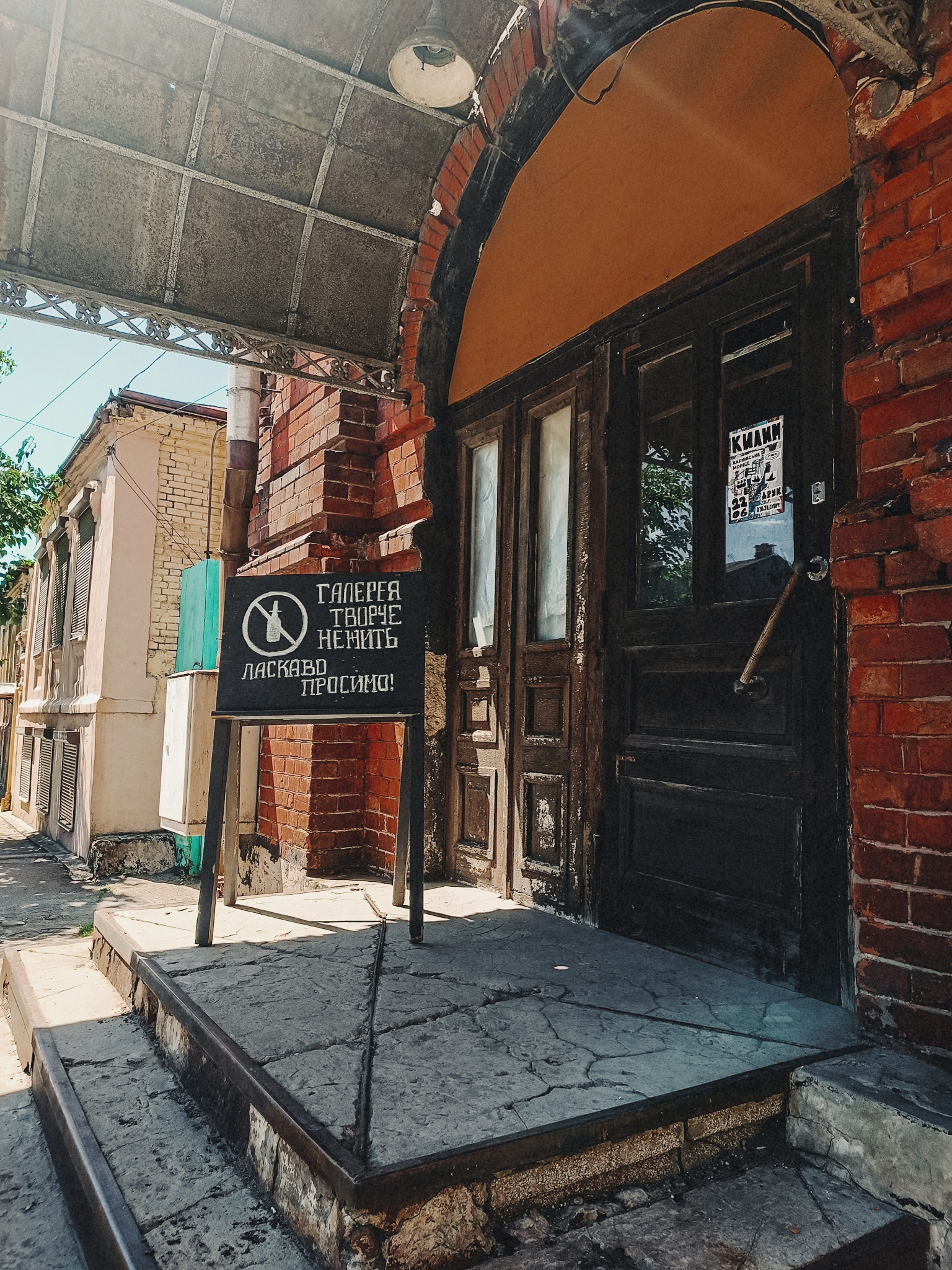
Вхід